# Neurophilosophie
Als Neurophilosophie wird die Diskussion um die Einbeziehung der neurophysiologischen Forschungsergebnisse in philosophische Überlegungen bezeichnet. Der Terminus ist aus dem Englischen übernommen, wo er Anfang der 70er Jahre von dem Neurobiologen Humberto Maturana erfunden wurde. In Deutschland wurde er vor allem durch das 1986 erschienene Buch Neurophilosophy von Patricia Churchland bekannt. Weitere Vertreter der, im weiteren Sinne, Philosophie des Geistes sind Daniel Dennett, John Searle, David Chalmers, im deutschen Sprachraum Ansgar Beckermann, Hans Lenk, Thomas Metzinger, Albert Newen, Markus Werning u. a. Von den Neurowissenschaften an die Philosophie angenähert haben sich die Mediziner Henrik Walter und Kai Vogeley sowie Georg Northoff, der sich als einziger sowohl in Medizin als auch in Philosophie habilitiert hat. Auch philosophisch engagierte Hirnforscher wie Gerhard Roth und Wolf Singer und Künstler wie Torsten de Winkel sind dieser Richtung zuzurechnen, während der australische Hirnforscher Max Bennett in seinem mit dem Philosophen Peter Hacker verfassten Buch Philosophical Foundations of Neuroscience als eher kritischer Teilnehmer an der neurophilosophischen Diskussion auftritt. Die meisten der hier genannten Philosophen verwenden jedoch den Begriff Neurophilosophie in ihren Arbeiten nicht oder nur selten.

## Fragen
Während die Philosophie des Geistes allein durch ihr Thema – Was ist der Geist? – bestimmt ist, steht bei der Verwendung des Begriffs Neurophilosophie oft auch eine inhaltliche Positionierung mit im Vordergrund: Die Neurowissenschaften sind das zentrale Element einer Erklärung des Geistes, nicht die restlichen Kognitionswissenschaften und schon gar nicht eine dualistische Metaphysik.
Die Tatsache, dass Neurophilosophie weniger durch ein neues Thema als durch eine inhaltliche Positionierung gekennzeichnet ist, führt bei vielen Philosophen zu einer Ablehnung des Begriffs. Sie argumentieren, dass der Begriff eher ein Modewort im Kielwasser der Neurowissenschaften sei, als dass er die Philosophie des Geistes und die Wissenschaftstheorie der Neurowissenschaften um Neues ergänzen würde.
Ein zentrales Thema der Neurophilosophie ist die Beziehung zwischen neuronalen Prozessen und bewusstem Erleben (in Form sogenannter Qualia), das damit einen Teilaspekt des klassischen Leib-Seele-Problems darstellt. Die Besonderheit des Ansatzes der Neurophilosophie liegt in der breiten Akzeptanz der Voraussetzung eines Gehirns als Basis geistiger Phänomene. Ziel ist die Schaffung einer Brückendisziplin, mittels der die naturwissenschaftliche Erkundung mentaler Phänomene, einschließlich formaler Kognition und subjektiv-phänomenaler Wahrnehmungen, theoretisch darstellbar wird.
Grundlegende Arbeiten waren etwa Consciousness explained von Daniel Dennett sowie An astonishing hypothesis (deutsch: Was die Seele wirklich ist) des Nobelpreisträgers Francis Crick. Vor allem Crick ist ein gesteigertes Interesse an allen subjektiven mentalen Vorgängen innerhalb der Neurowissenschaften zu verdanken. Zusammen mit dem amerikanischen Neurobiologen Christof Koch proklamierte er die Herausarbeitung neuronaler Korrelate des Bewusstseins („neuronal correlates of consciousness“ NCC) als heuristisches Ziel.

## Rezeption
Die Anwendung neurowissenschaftlicher Ergebnisse auf philosophische Probleme löst immer wieder Konflikte aus, die über die akademische Debatte hinausreichen. Im deutschsprachigen Raum veröffentlichte etwa die Frankfurter Allgemeine Zeitung eine Reihe von Beiträgen, die dem Verhältnis von Neurowissenschaft und Willensfreiheit gewidmet waren. Einige Philosophen und Hirnforscher wie Gerhard Roth erklärten, dass die Erkenntnisse über neurophysiologische Grundlagen von Entscheidungsprozessen einen Verzicht auf den Begriff der Willensfreiheit und eine Neuinterpretation der Idee der Verantwortung nötig machten. Gegen diese Thesen wurde von Philosophen wie Peter Bieri, Jürgen Habermas und Ernst Tugendhat eingewandt, dass die Begriffe der Willensfreiheit und Verantwortung keinesfalls die Unabhängigkeit von kausaler Determination voraussetzen. Andere Autoren bestreiten die kausale Determination des Willens und werfen Kritikern der Willensfreiheitstheorie Selbstwidersprüchlichkeit vor. Die Leugnung der Willensfreiheit sei inkohärent, da auch im Handeln und Argumentieren der Kritiker die Willensfreiheit bereits vorausgesetzt werden müsse.